# Matrice di Hessenberg
In matematica, in particolare in algebra lineare, una matrice di Hessenberg è un particolare tipo di matrice quadrata, che è "quasi" triangolare. Per l'esattezza, una matrice di Hessenberg superiore ha valori pari a zero sotto la prima sottodiagonale, e una matrice di Hessenberg inferiore li ha sopra la prima sovradiagonale. Prendono il nome da Karl Hessenberg.
Esempi di matrici di Hessenberg superiore e inferiore sono:
{\displaystyle {\begin{pmatrix}1&4&2&3\\3&4&1&7\\0&2&3&4\\0&0&1&3\\\end{pmatrix}}\qquad {\begin{pmatrix}1&2&0&0\\5&2&3&0\\3&4&3&7\\5&6&1&1\\\end{pmatrix}}}

## Complessità computazionale
Molti algoritmi richiedono uno sforzo computazionale molto minore se vengono applicati a matrici triangolari, ma non sempre i vincoli di un problema di algebra lineare permettono di mettere la matrice in forma triangolare. In questi casi si può tentare di portare la matrice in forma di Hessemberg, diminuendo in parte lo sforzo computazionale. In particolare, molti algoritmi per il calcolo degli autovalori di una matrice iniziano riducendola in forma di Hessenberg.